# Otto Hesse

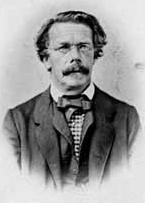
Ludwig Otto Hesse, foto uit 1860

Ludwig Otto Hesse (Koningsbergen (Oost-Pruisen), 22 april 1811 − München, 4 augustus 1874) was een Duits wiskundige.

## Levensloop
Hesse werd geboren als de zoon van Johann Gottlieb Hesse, een koopman en brouwerijeigenaar en zijn vrouw Anna Karoline Reiter (1788-1865). Hij studeerde in zijn geboortestad aan de Albertina universiteit bij Carl Jacobi. Ook volgde hij daar college bij Friedrich Wilhelm Bessel, Ernst Neumann, en Friedrich Julius Richelot. Hij promoveerde in 1840 bij Jacobi met een proefschrift getiteld De octo punctis intersectionis trium superficierum secundi ordinis (Over de acht snijpunten van drie kwadratische oppervlakken). In 1841 volgde zijn habilitatie. In hetzelfde jaar trouwde hij met Marie Sophie Emilie Dulk, de dochter van een hoogleraar in de farmacie en de scheikunde, Friedrich Philipp Dulk (1788-1852). Het echtpaar kreeg een zoon en vijf dochters. Na zijn afstuderen werkte Hesse een tijd als natuur- en scheikundeleraar aan de Gewerbeschule in Koningsbergen en als privaatdocent aan de Albertina. In 1845 werd hij tot buitengewoon hoogleraar in Koningsbergen benoemd. In 1855 werd hij tot hoogleraar benoemd in Halle aan de Martin-Luther-Universität Halle-Wittenberg en een jaar later in Heidelberg aan de Ruprecht-Karls-Universiteit. In 1868 vertrok hij naar München, waar hij hoogleraar werd aan de pas gestichte Polytechnische Schule. In 1869 werd hij gewoon lid van de Beierse Academie van Wetenschappen.
Wetenschappelijk was hij in zijn Koningsbergse tijd het meest actief. Hij hield zich met name bezig met de analytische meetkunde en de determinantentheorie. Op zijn naam staan de Hessiaan (Hesse-matrix) en bijbehorende determinanten en de normaalvergelijking van Hesse van de rechte lijn en van het vlak.

## Werken
- Vorlesungen über analytische Geometrie des Raumes. Leipzig (3. A. 1876)
- Vorlesungen aus der analytischen Geometrie der geraden Linie, des Punktes und des Kreises. Leipzig (1881). Hrsg. A. Gundelfinger
- Die Determinanten elementar behandelt. Leipzig (2. A. 1872)
- Die vier Species. Leipzig (1872)

Zijn verzameld werk werd in 1897 door de Beierse Academie van Wetenschappen uitgegeven.